# José Sellier Loup
José Sellier Loup (Givors, 13 août 1850 - La Corogne, 21 novembre 1922) est un photographe espagnol d'origine française qui a lancé le cinéma en Galice.

## Biographie
José Sellier Loup est né à Givors, en 1850, bien que sa famille ait rapidement déménagé à Lyon où il a vécu jusqu'en 1886, date à laquelle il a décidé de déménager à La Corogne avec sa femme et son fils. Son frère Louis Sellier vivait dans cette ville depuis plusieurs années, travaillant d'abord comme portraitiste puis combinant cette activité avec la photographie de portrait .

## Galerie

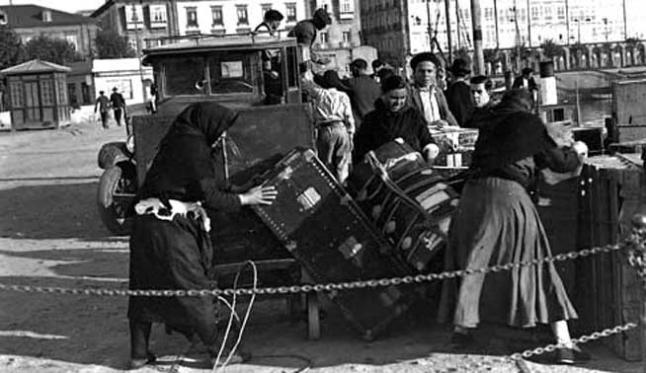
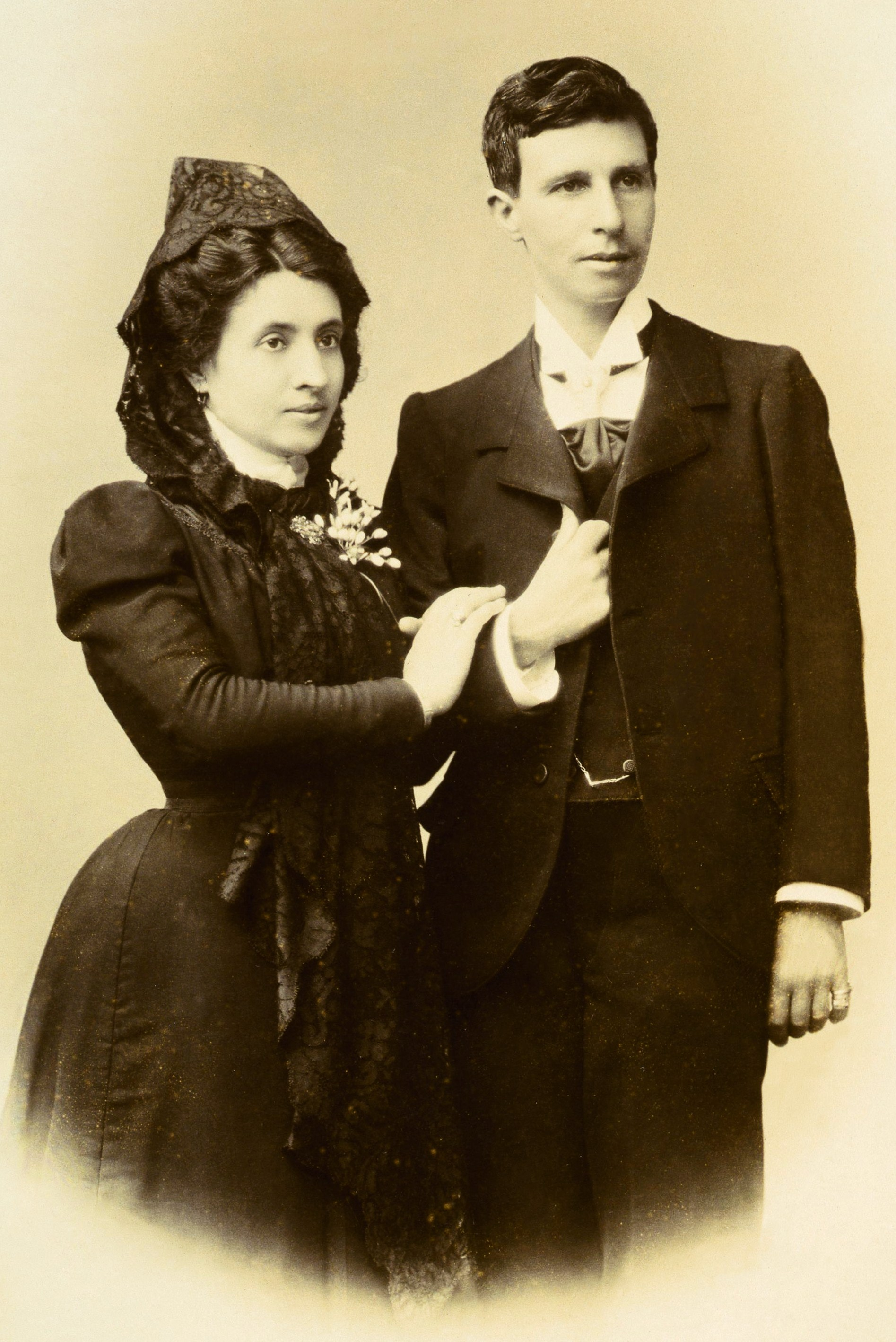
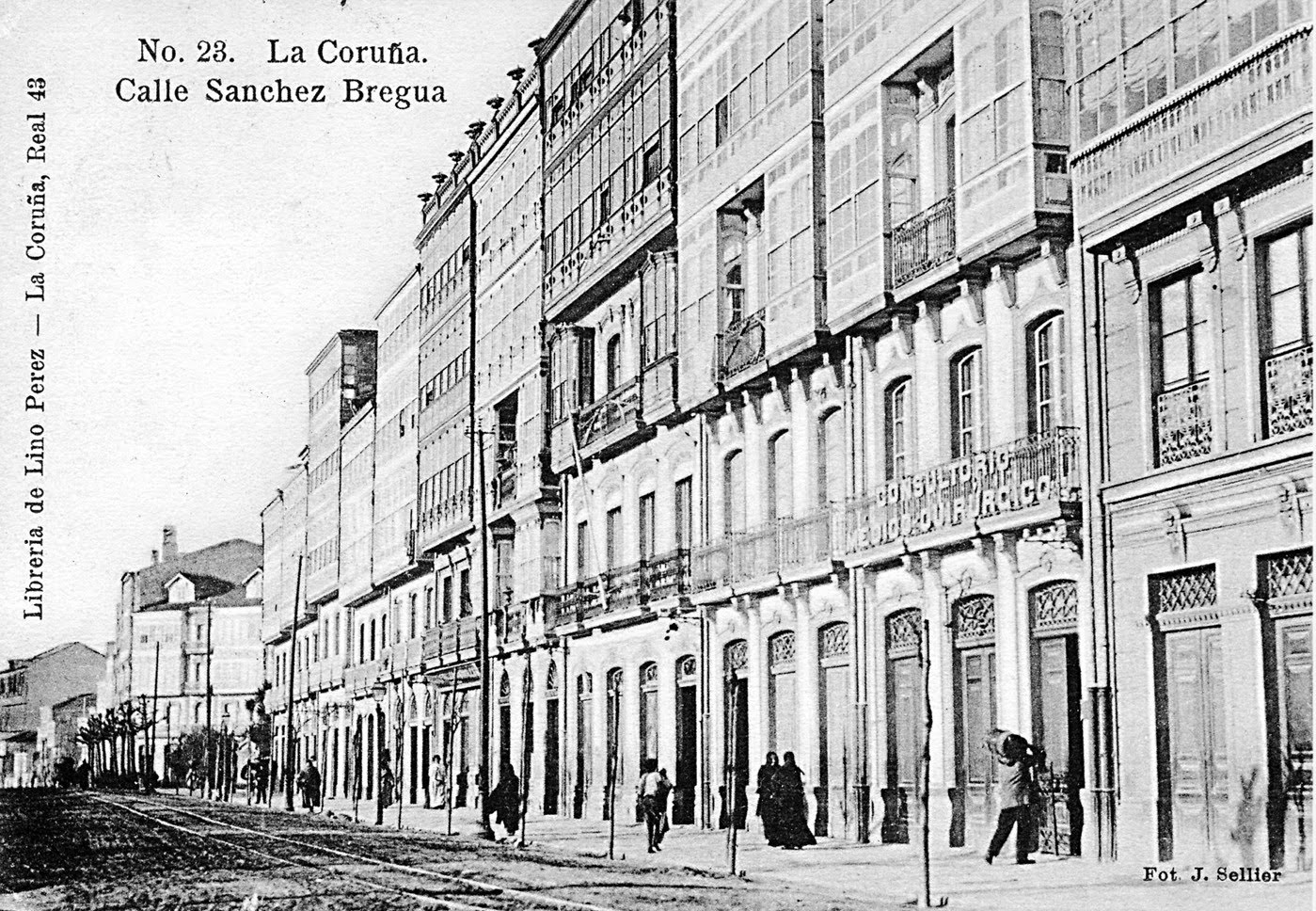
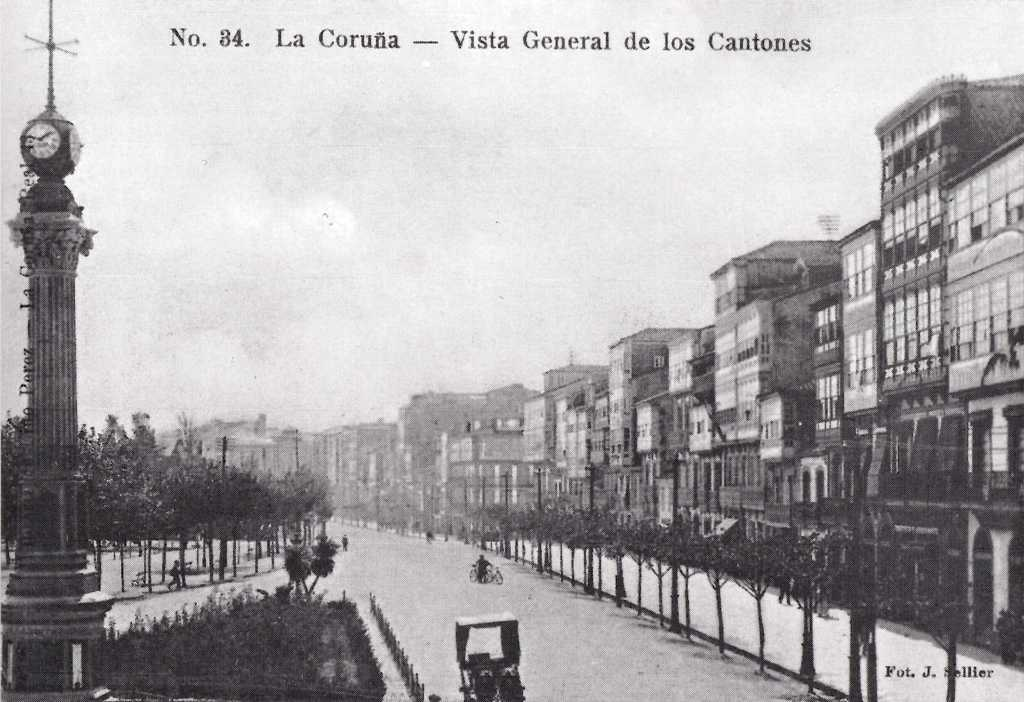